# HC Dobříš
HC Dobříš (celým názvem: Hockey Club Dobříš) byl český klub ledního hokeje, který sídlil ve městě Dobříš ve Středočeském kraji. Založen byl v roce 1999. V roce 2006 se po odhlášení z krajské soutěže klubové vedení zaměřilo pouze na mládežnické celky. Zanikl v roce 2009 po fúzi se Slavojem Obecnice. V roce 2010 pak byl definitivně uzavřen místní zimní stadion.
Své domácí zápasy odehrával na zimním stadionu Dobříš.

## Přehled ligové účasti
Stručný přehled
Zdroj:
- 2004–2005: Středočeská krajská soutěž – sk. A (5. ligová úroveň v České republice)
- 2005–2006: Středočeská krajská soutěž (5. ligová úroveň v České republice)

Jednotlivé ročníky
Zdroj:
Legenda: ZČ – základní část, červené podbarvení – sestup, zelené podbarvení – postup, fialové podbarvení – reorganizace, změna skupiny či soutěže
| Česko (2004 – 2006) |                                    |           |           |                                     |                      |
| Sezóny              | Soutěž                             | Úroveň    | ZČ        | Play-off, nadstavba, sk. o udržení… | Poznámky             |
| 2004/05             | Středočeská krajská soutěž – sk. A | 5. úroveň | 7. místo  | Skupina o umístění (12. místo)      | Reorganizace         |
| 2005/06             | Středočeská krajská soutěž         | 5. úroveň | 10. místo |                                     | Odhlášení ze soutěže |